# Смыченко, Филипп Елисеевич
Филипп Елисеевич Смыченко (1872 — не раньше 1916) — крестьянин, депутат Государственной думы I созыва от Киевской губернии.

## Биография
По национальности украинец («малоросс»). Крестьянин села Тишковка Чигиринского уезда Киевской губернии. Учился в одноклассной церковно-приходской школе. Прошёл воинскую службу, вышел в запас в чине фельдфебеля. Много читал, преимущественно беллетристику: Пушкина, Тургенева, Толстого, Горького. Несколько месяцев служил на фабрике графов Бобринских. Являлся сторонником всеобщих прямых, равных и тайных выборов, всеобщего обучения, гражданских свобод. В партиях не состоял. Занимался хлебопашеством на своём наделе площадью в 3 десятины .
20 апреля 1906 избран в Государственную думу I созыва от съезда уполномоченных от волостей Киевской губернии. Во фракции не входил. Поставил свою подпись под законопроектом «О гражданском равенстве». Участвовал в прениях по аграрному вопросу.
Как писал сам вернувшийся домой после роспуска Думы бывший депутат, он вначале «состоял под гласным надзором полиции, а в настоящее время состою под негласным надзором ингушей, урядников и стражей графа Бобринского. Причины знать не могу; по всей вероятности за то, что был членом первой Государственной Думы и за произнесение на предвыборных собраниях речей, клонящихся во вред черносотенцам и в пользу своих идей». Позднее подвергался тюремному заключению в административном порядке.
Дальнейшая судьба и дата смерти неизвестны.